# آنا گلدزورثی
آنا لوئیز گلدزورثی پیانیست کلاسیک، نویسنده، نمایشنامه نویس و آهنگساز استرالیایی است که به خاطر کتاب خاطراتش «درس‌های پیانو» در سال ۲۰۰۹ شناخته شده‌است.
آنا لوئیز گلدزورثی در آدلاید، استرالیای جنوبی، دختر بزرگ نویسنده پیتر گلدزورثی و هلن گلدزورثی، که در رشته پزشکی از دانشگاه آدلاید فارغ‌التحصیل شد، به دنیا آمد. گلدزورثی دو خواهر و برادر و دو فرزند دارد.